# 尹昊重
尹 昊重（ユン・ホジュン、韓国語: 윤호중、1963年3月27日 - ）は、韓国の政治家、元学生運動家。行政安全部長官、第17・19・20・21・22代韓国国会議員。共に民主党院内代表を務めたことがある。
本貫は坡平尹氏。カトリック教徒。

## 経歴
京畿道加平郡出身。春川高等学校、ソウル大学校哲学科卒。大学時代は学生運動の幹部であり、1984年に発生したソウル大学校民間人監禁暴行事件の加害者として懲役刑を宣告された。1987年に特別復権となり、2006年に民主化運動補償審議委員会で名誉回復を受けた。
1988年に平和民主党幹事として政界入りし、2004年の第17代総選挙で国会議員に初当選した。そのほか、青瓦台民政・政策企画秘書室行政官、開かれたウリ党院内代表秘書室長・スポークスマン、世界華人連合総会顧問、中国煙台大学名誉教授、国会先進交通文化定着のための議員の会幹事、国会韓ヨルダン議員親善協会副会長、第17代国会建設交通委員・保健福祉委員・女性家族委員・予算決算特委委員・行政自治委員・政治関係法特委幹事、民主統合党事務総長、共に民主党政策委員会議長を歴任した。2020年の第21代総選挙当時では党事務総長として公認作業を担当した。また、民主党内の「知日派」政治家でもある。
党内では「李海瓚系」の「親文在寅系」である。2021年4月16日にソウル市長補選での共に民主党の敗北により、非常対策委員長兼院内代表に選出された。
2022年の大統領選挙で共に民主党が敗北すると、党首の宋永吉をはじめとする指導部が引責辞任したため、党は非常体制に突入し、尹が非常対策委員長に就任した。しかし、その後は党内の派閥間の対立が激化し、尹の非対委に対する反対の声が多く出てきた。5月10日の尹錫悦大統領の就任式で金建希夫人と談笑する様子が撮られると、民主党の支持者からの辞任要求が噴出した。結局6月1日の第8回全国同時地方選挙の直前で尹は共同非常対策委員長の朴志玹とも対立し、民主党は惨敗した。
2025年6月29日、李在明大統領により行政安全部長官に指名された。2025年7月20日に就任。

## 発言
2020年の第21代総選挙の後、「絶対過半政党である民主党が常任委員長の全席を持って、責任を持って運営することが民主主義の原理に合っている」として国会の18の常任委員長が全員民主党の議員が担当すべきだと主張した。その後はまさに18席は全員民主党が獲得し、尹本人も法制司法委員長に選ばれた。
2020年7月、法務部と検察庁の対立過程で検察の独立性が毀損されているという指摘に対し、「検察は独立性を守らなければならない組織ではない」と述べた。「独立性は司法府、つまり裁判所の独立性を意味することだ。準司法機関だから検察も独立性を持たなければならないというのは過度な話だ」と主張した。
2020年11月、東亜日報記者出身の野党の趙修真議員に対し、「『チラシ』を作る時の癖が出るようで残念だ。会社名を言わないようにすごく努力した」と発言した。ただし、当時の共に民主党代表の李洛淵も東亜日報出身のため、野党側から批判された。
2022年5月の地方選挙の選挙活動で宋永吉と李在明が金浦空港移転という公約を打ち出したことに対し、「中央党の公約ではなく、地域立候補者の公約だ」と一線を画した。

## エピソード
- 尹錫悦大統領の父、尹起重とは同じ本貫で同じく「重」の行列である[15]。
- 国民の力所属の第21代国会議員の崔炯斗（朝鮮語版）は学生運動時代の仲間であり、1984年のソウル大学校総学生会・総副学生会長選挙にペアを組んで参加したことがある[16][17]。しかし、国会議員時代は違う陣営の党の所属となり、崔も国民の力の院内スポークスマンを務めた[18]。
- 2021年4月22日、国立ソウル顕忠院を参拝した際、芳名録に「今回の補欠選挙の発生事由による被害者に対する謝罪」も書き込んだが、両事件の被害者側やハンギョレから場所・形式・内容はあまりにも不適切だという批判を受けた[4][19][20]。
- 麺料理が好き[2]。